# A Rianxeira

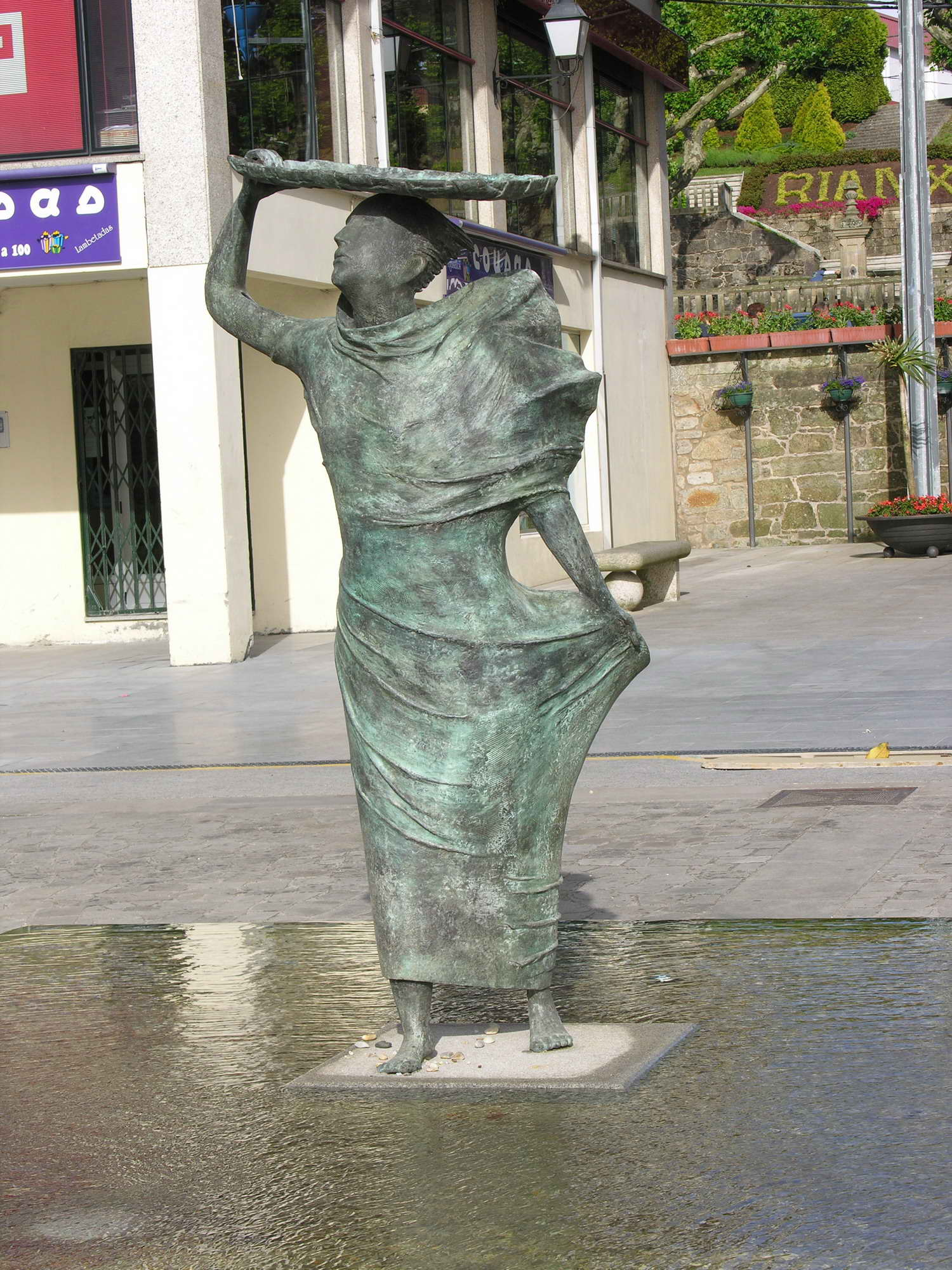
A Rianxeira, escultura de Manuel García de Buciños en Rianjo.

«A Rianxeira» es una canción que se ha convertido en uno de los símbolos culturales de Galicia y particularmente representativa del colectivo de emigrantes o "diáspora".

## Descripción
La letra se refiere a cantos tradicionales de acompañamiento a las procesiones de veneración a la Virgen de Guadalupe del siglo XIX que se realizan en la villa de Rianjo, cuyo gentilicio femenino es el que bautiza al himno.
A pesar de su origen, el texto no es de carácter religioso, si bien se sirve de la figura metafórica de la Virgen para realizar una evocación a la figura de la mujer gallega trabajadora de la mar.
Esta canción también ha sido cantada por el Celta de Vigo equipo que la cantaba cada vez que celebraba un gol en la Europa League.

## Historia
Fue compuesta en 1947 en Buenos Aires por Anxo Romero Loxo, con letra de Xesús Frieiro Dourado, Pinciñas en honor a Alfonso Rodríguez Castelao. En los años 1950 fue creada la orquestación que alcanzó la aceptación del público gracias al efecto difusor de la radio. Fue estrenada por El Coro Castelao y la Rondalla y grabada en Montevideo en 1950 con el título de Ondiñas da nosa ría.
A rianxeira se canta con ocasión de celebraciones y festividades de carácter privado, costumbre también extendida al fútbol, que se popularizó en los partidos del Celta en Balaídos (Vigo) desde los exitosos años 90 del fútbol gallego, hasta la actualidad.
Ha sido versionada, entre otros, por María Ostiz (1971), Ana Kiro (1977), A Roda, Dulce Pontes, el grupo gallego de rock Astarot, el grupo punk-rock celta Bastards on Parade y Linda Ronstadt con The Chieftains.

## A Rianxeira (1947)
Moito me gustas rianxeira
que estás eiqui na Arxentina,(bis)
verte cantare e baila-re
coma alá na terra miña. (bis)
estribillo:
Ondiñas veñen (bis)(bis)
ondiñas veñen e van
non te embarques rianxeira
que te vas a marear.
(bis)

Que guapa estabas rapaza
cando te vin na ribeira,(bis)
tiñas-la cara morena
coma a virxe rianxeira. (bis)

estribillo:
Ondiñas veñen (bis)
ondiñas veñen e van
non te embarques rianxeira
que te vas a marear.'